# Luis III, duque de Baviera
Luis III (9 de octubre de 1269-9 de octubre de 1296) fue duque de la Baja Baviera a partir de 1290 hasta 1296 como co-reinante con sus hermanos Otón III y Esteban I. 

## Biografía
Luis nació en Landshut, era hijo de Enrique XIII, duque de Baviera y de Isabel de Hungría. Sus abuelos maternos fueron Bela IV de Hungría y María Láscarina. 
Cuando Enrique murió en febrero de 1290, sus tres hijos gobernaron la Baja Baviera. Eran Otón III, Luis III y Esteban I.
Luis era conocido por sus costosas celebraciones en la corte que dio lugar a un aumento de impuestos. Estaba casado con Isabel, hija del duque Federico III de Lorena, pero murió sin hijos en 1296.